# Dr. Flori
Florian Kondi, mer känd som Dr. Flori (Doktor Flori), född 28 februari 1979 i Kuçova, död 17 november 2014 i Tirana, var en albansk musiker, sångare, låtskrivare och kompositör. Han var en av de tre grundande medlemmarna i gruppen West Side Family med vilken han slog igenom på allvar. Som soloartist blev han folkkär genom låtar som "Tirona" (om sin hemstad Tirana) och "O çike çike". Senare i sin karriär verkade han alltmer även som kompositör.

## Karriär

### West Side Family (1996–2008)
Vid årsskiftet 1996/1997 bildade Flori tillsammans med Landi (Roland Hysi) och Miri gruppen West Side Family (WSF). De debuterade med låten "Tik tak". Under sina tidiga år utmärkte sig gruppen genom att framträda vid Albaniens socialistpartis kampanjer och för sitt stöd till Tiranas dåvarande borgmästare Edi Rama. År 2002 debuterade gruppen i musikfetivalen Kënga Magjike när de deltog i 2002 med "Mesazh" (meddelande). Året därpå deltog de med låten "Hou çike", som sedermera blev en av deras största hitlåtar. I finalen fick de 87 poäng vilket räckte till 4:e plats i tävlingen, dessutom tilldelades de publikens pris.
Kondi deltog 2006 som en del av gruppen, med låten "Krahët e tua do jem". De lyckades ta sig till finalen där de fick 218 poäng som ledde till en tredjeplats av 39 deltagare. De blev slagna av Armend Rexhepagiqi (som vann med 293 poäng) och Ledina Çelo (tvåa med 292 poäng). De tilldelades priset för bäst skrivna låt. Gruppen gjorde sitt sista försök att vinna Kënga Magjike år 2008 med låten "Mbi gjithçka" (Nëse mundësh). I finalen av tävlingen hade de med sig en större kör bestående av yngre barn som en del av sitt scenframträdande. Deras placering i finalen förblir okänd, men de tilldelades för andra gången publikens pris.
Hans sista stora framträdande tillsammans med West Side Family kom vid Festivali i Këngës 47 i december 2008, Albaniens uttagning till Eurovision Song Contest 2009. Gruppen deltog med låten "Jehonë" som Dr. Flori både skrivit och komponerat själv. I semifinalen framfördes alla hans bidrag i duett-/featuringversioner med andra kända albanska artister, där West Side Family framförde låten med Aurela Gaçe. Gaçe var även med i den officiella musikvideon till låten som släpptes efter finalen. I finalen ställdes de mot 19 andra bidrag, och de fick av juryn 118 poäng. Det räckte till att sluta på 3:e plats, endast slagna med 8 poäng av vinnaren Kejsi Tola och med 1 poäng av tvåorna Juliana Pasha och Luiz Ejlli.

### Solokarriär (2010–2014)
2005 skrev Dr. Flori texten till låten "Zjarr e ftohtë" (eld och kyla) som Luiz Ejlli vann Festivali i Këngës 44 med och sedermera representerade Albanien i Eurovision Song Contest 2006 med. 
År 2010 släppte han tillsammans med Aurela Gaçe och Marsel låten "Origjinale", som blev en stor sommarhit i Albanien. Han följde upp framgången med att året därpå släppa singeln "Ca na ke", som även den blev populär. År 2011 ställde han upp i Kënga Magjike 13 med låten "S'ma ndjen" där han i finalen tilldelades priset "Kënga Hit" (tävlingens hitlåt). Månaden senare ställde han upp i Festivali i Këngës 50 med låten "Personale". Han tog sig till final, där han tilldelades 21 poäng, som högst en 10:a (av maximala antalet 12 per jurymedlem) och slutade därmed 8:a av de 20 finalisterna. Under våren 2012 deltog han i Top Fest 9 tillsammans med Fatima och låten "Pasion". De lyckades ta sig vidare till semifinalerna samt finalen den 6 juni 2012.
Tillsammans med gruppen West Side Family ställde han upp i både Kënga Magjike och Festivali i Këngës ett flertal gånger. Som bäst slutade de trea i Festivali i Këngës 47 med låten "Jehonë", som man senare spelade in i en duettversion tillsammans med Aurela Gaçe. Man var, endast 8 poäng efter Kejsi Tola, mycket nära att få representera Albanien i Eurovision Song Contest 2009 och man skulle i så fall ha blivit första grupp att representera landet då man tidigare enbart representerats av solister eller duogrupper.
I december 2012 deltog Dr. Flori i Festivali i Këngës 51 tillsammans med Fabi. Låten de deltog med heter "Jam ti!". De tog sig via semifinalen vidare till finalen där de slutade nia på 11 poäng (delad med Rosela Gjylbegu).
2013 släppte Dr. Flori låten "Zemërthyer", en omarbetad version av hans bidrag till Festivali i Këngës 2011, "Personale". Låten var en kampsång inför parlamentsvalet i Albanien 2013. Han skrev låten "Më rrëmbe" som Rezarta Smaja deltog i Festivali i Këngës 53 i december 2014. I finalen slutade hon 7:e med 23 poäng.

## Död
Dr. Flori avled plötsligt i sitt hem den 17 november 2014, vid 35 års ålder. Han avled vid 10-tiden på förmiddagen, dödsorsaken är fortfarande okänd. Enligt tidningen Shekulli misstänker läkare vid Moder Teresa-sjukhuset i Tirana att Dr. Floris död ska ha berott på en överdos. Detta bekräftades senare vara dödsorsaken, även om flera (inklusive hans familj) skyllde på att ambulansen kom för sent. Flori efterlämnade två barn, en son och en dotter, samt fru.
Många albaner skickade sina kondoleanser till Dr. Floris familj, däribland premiärminister Edi Rama som på sin officiella Facebook-sida lade upp en bild på Flori med texten "Farväl min geniala vän". Även Albaniens försvarsminister Mimi Kodheli och sångerskan Aurela Gaçe sörjde sångaren. Även den tidigare premiärministern Sali Berisha uttryckte sina kondoleanser till Dr. Floris familj.

## Diskografi

### Singlar
- 2010 – Origjinale (feat. Aurela Gaçe & Marsel)
- 2011 – Ca po menon (feat. Anila Jonuzi)
- 2011 – Ca na ke
- 2011 – S'ma ndjen
- 2011 – Bota nuk është bardhë e zi
- 2011 – Personale
- 2012 – Pasion (feat. Fatima Ymeri)
- 2012 – Tune tune (feat. Fatima Ymeri)
- 2012 – Ka kalle (feat. Noga)
- 2012 – Ku ka si Tirona (feat. Ermal Mamaqi)
- 2012 – Jam ti! (feat. Fabi)
- 2013 – Zemërthyer (feat. Tiri)